# Regole del backgammon
Di seguito sono esposte le regole del backgammon moderno ed alcune sue varianti.

## Introduzione
Il backgammon è un gioco per due persone. Si utilizza una tavola su cui sono disegnati ventiquattro triangoli, chiamati punte (points). I triangoli, a colori alterni, sono raggruppati in quattro quadranti, composti da sei punte ognuno. I quadranti sono chiamati tavola interna o casa (home board) e tavola esterna (outer board) del giocatore e del suo avversario. Le tavole interne e quelle esterne sono separate, al centro della tavola, da una striscia chiamata bar.

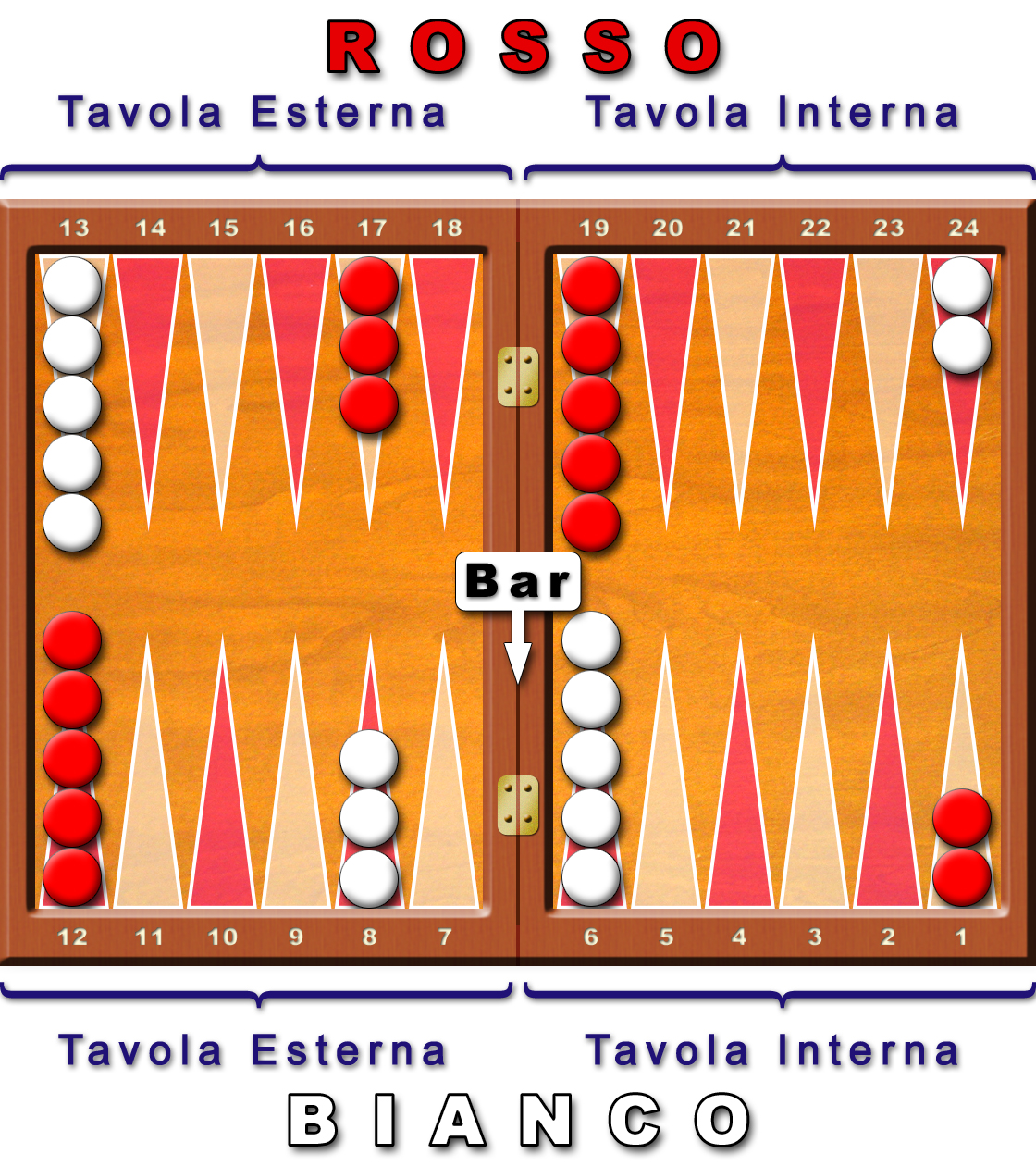
Una tavola da backgammon con le pedine nella loro disposizione iniziale. È indicata la numerazione delle punte per il solo giocatore Bianco. Una disposizione alternativa consentita è quella simmetrica a questa, cioè con le tavole interne a sinistra e quelle esterne a destra.

Per ciascun giocatore le punte sono numerate a partire dalla propria tavola interna. Il punto più lontano per ogni giocatore è quindi il ventiquattro, che equivale alla punta uno dell'avversario. Ciascun giocatore possiede quindici pedine di un proprio colore.
Il posizionamento iniziale delle pedine è: 2 pedine su ogni punto ventiquattro, 5 su ogni punto tredici, 3 su ogni punto otto e 5 su ogni punto sei.
Entrambi i giocatori possiedono una coppia di dadi e per tirarli utilizzano un bussolotto. Un dado (o cubo) del raddoppio (doubling cube), con i numeri 2, 4, 8, 16, 32 e 64 riportati sulle facce, è utilizzato per tener traccia della puntata corrente e per aumentarla durante lo svolgimento della partita.

## Lo scopo del gioco
Lo scopo del gioco, per ogni giocatore, è quello di portare tutte le proprie pedine nella propria casa e successivamente di portarle fuori (bear off). Il primo giocatore che le ha portate fuori tutte vince la partita.

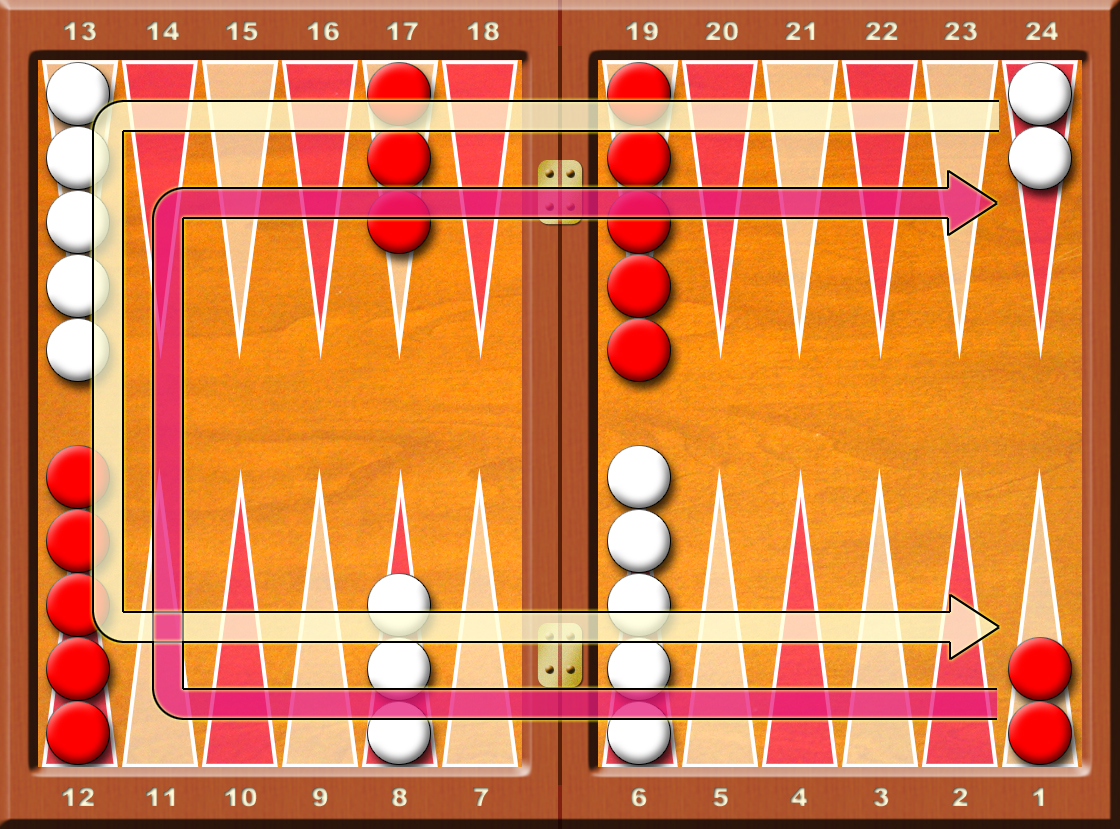
Il Bianco ed il Rosso muoveranno le pedine nei due sensi opposti come indicato dalle frecce.

## Il movimento delle pedine
Per iniziare la partita, ogni giocatore lancia un singolo dado. Chi ha ottenuto il numero più alto parte per primo ed i numeri da utilizzare per la prima mossa sono proprio quelli che si sono ottenuti con i due dadi appena lanciati. Se entrambi i giocatori hanno ottenuto lo stesso numero, allora i dadi devono essere tirati nuovamente fino a quando i numeri ottenuti saranno diversi. Dopo questo lancio di partenza, i giocatori tireranno la propria coppia di dadi a turni alterni. Per evitare contestazioni, un lancio è considerato valido solo se entrambi i dadi si fermano in piano sulla tavola interna.
I numeri ottenuti con i dadi indicano di quanti punti (pips), il giocatore deve muovere le proprie pedine. Le pedine devono sempre essere mosse in avanti, verso le punte corrispondenti a numeri più bassi. Le regole per il movimento delle pedine sono le seguenti:
- Una pedina può essere mossa solo su una punta aperta, ovvero una punta che non sia occupata da due o più pedine avversarie (che è detta anche "casa").
- I numeri sui due dadi costituiscono due mosse separate. Per esempio, se un giocatore ha ottenuto 5 e 3, può decidere se muovere una pedina di cinque spazi su una punta aperta ed un'altra pedina di tre spazi sempre su una punta aperta, oppure se muovere un'unica pedina di otto spazi su una punta aperta, ma solo se almeno uno dei punti intermedi (a distanza tre o cinque dal punto di partenza) è aperto.

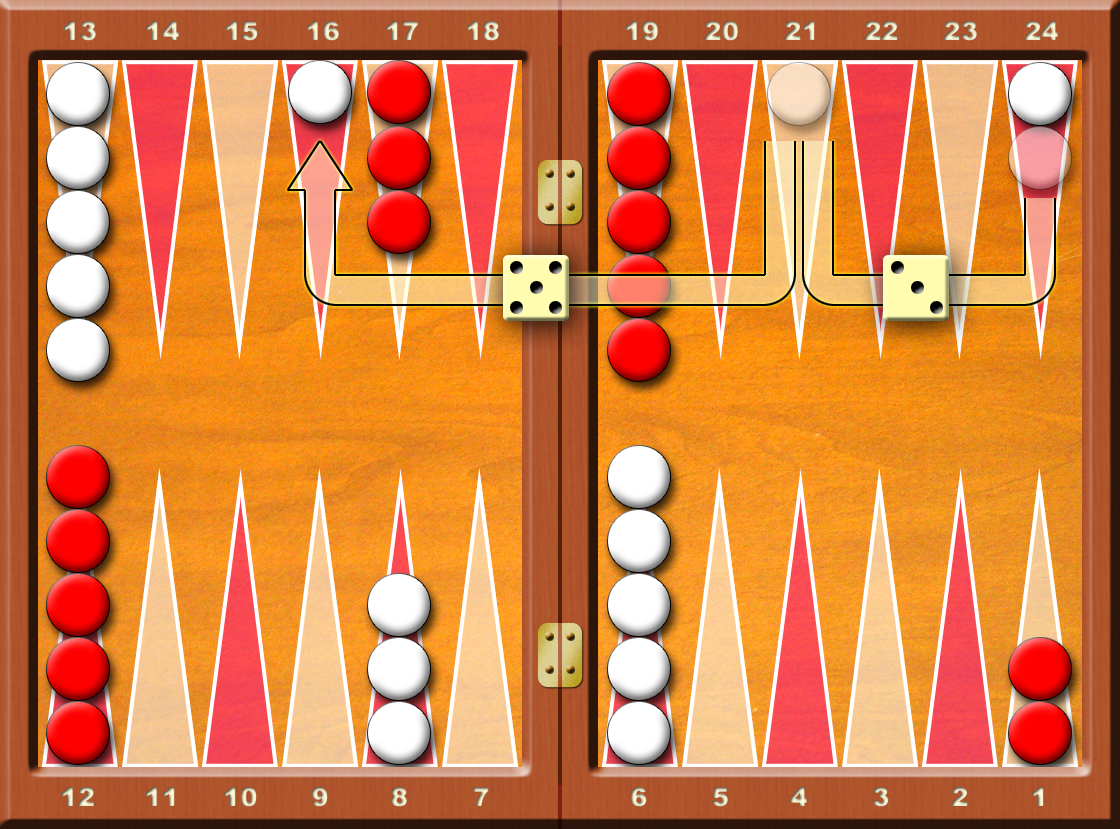
Un modo di giocare 5 e 3. Il Bianco avanza di 3 punti con una pedina e successivamente di 5 con la stessa pedina.

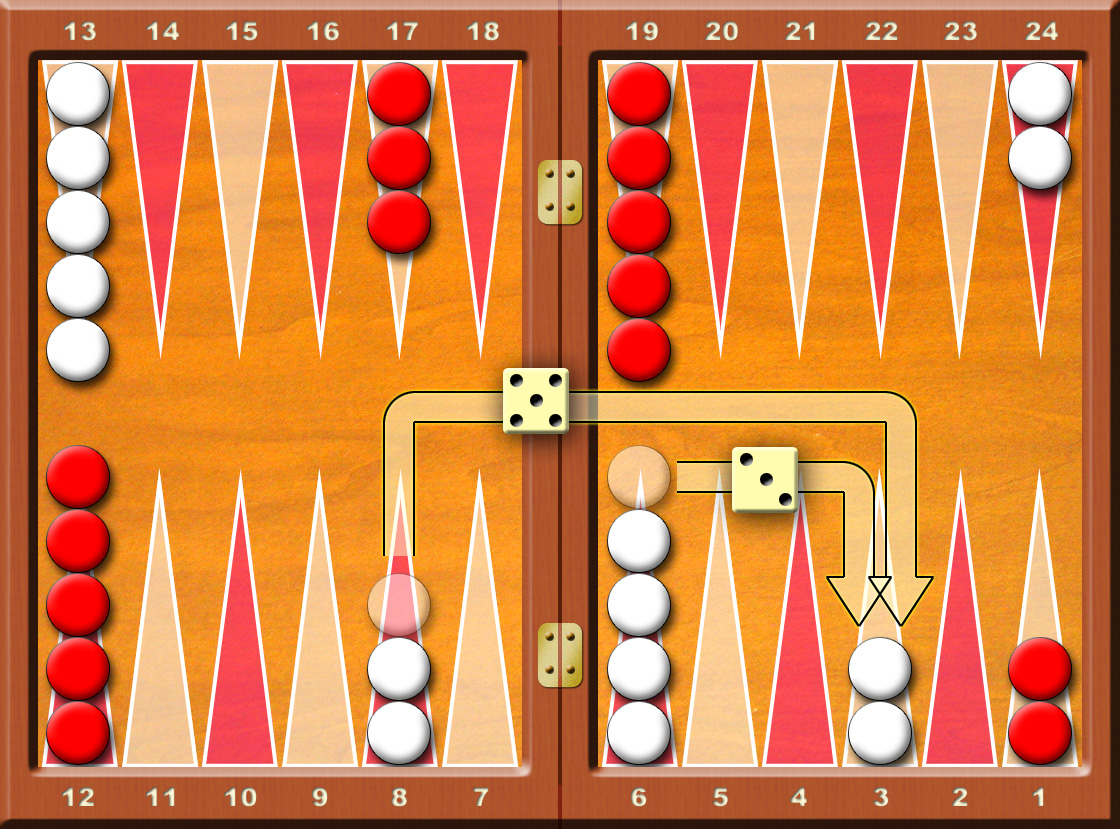
Un altro modo di muovere il 5 e 3. Il Bianco muove una pedina dal suo punto 8 ed un'altra dal punto 6 per costruire una "casa" nel punto 3.

- Un giocatore che ottiene due numeri uguali muove il doppio delle mosse. Per esempio, un giocatore che ottiene 6 e 6 ha quattro mosse da sei spazi a disposizione, che può completare con la combinazione di pedine che lui ritiene più appropriata.
- Un giocatore deve utilizzare entrambi i numeri che ottiene (o quattro se ha ottenuto un doppio), ammesso che questo sia possibile. Quando può essere giocato solo un numero, tale numero deve essere giocato. Se entrambi i numeri sono possibili, ma l'uso di uno di essi non rende più possibile l'uso del secondo allora il giocatore deve muovere il numero più grande. Se nessun numero può essere usato il giocatore perde il proprio turno. Nel caso di numeri doppi, quando non è possibile usarli tutti e quattro devono essere giocati più numeri possibili.

## Mangiare e rientrare
Una singola pedina, quale che sia il colore, che occupi da sola un punto è detta "scoperta" (blot). Se una pedina finisce su una pedina scoperta dell'avversario, quest'ultimo viene mangiato o colpito (hit) e posto sul bar.
Ogni volta che un giocatore ha una o più pedine sul bar, è obbligato, come prima mossa, a far rientrare tutte le proprie pedine nella tavola interna dell'avversario. Ciò consiste nel prelevarla dal bar e porla su una punta aperta, il cui numero corrisponde ad uno dei due dadi lanciati.
Ad esempio, se un giocatore ottiene 4 e 6, può far rientrare una pedina sul punto 4 o sul 6 dell'avversario, a meno che uno o entrambi i punti siano già  occupati da due o più pedine avversarie.

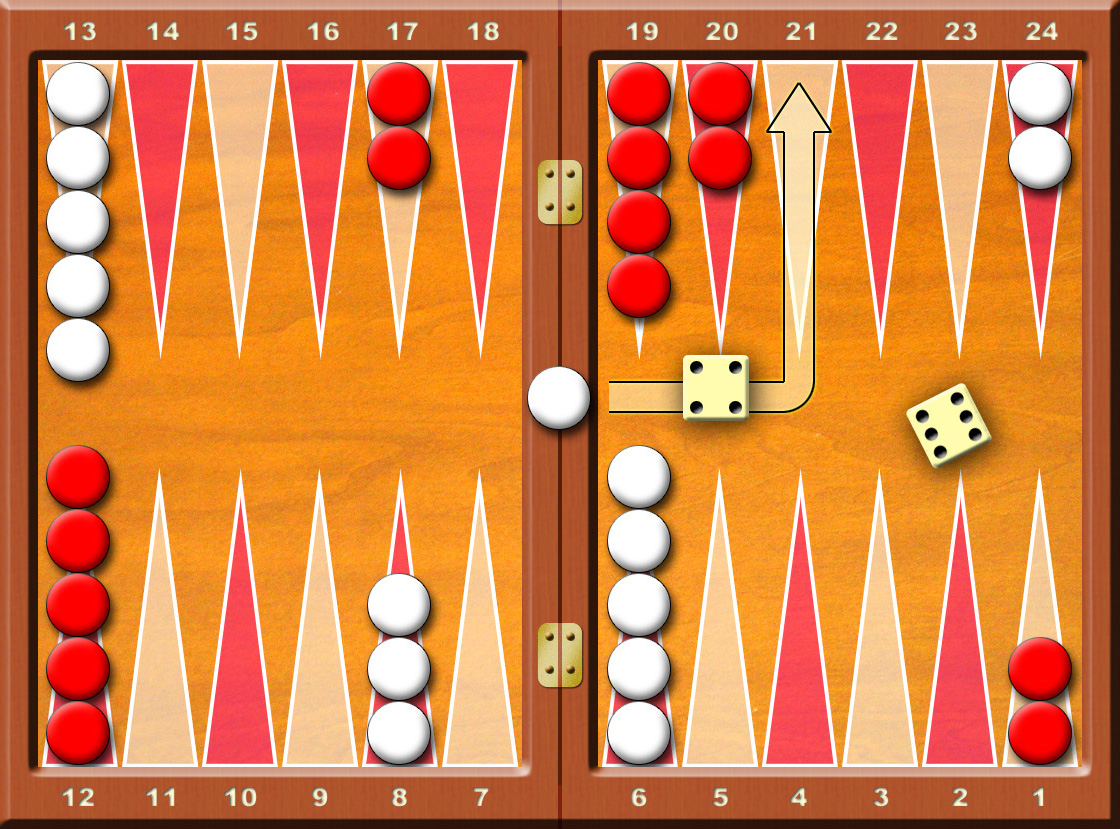
Se il Bianco ottiene 6 e 4 dai dadi ed ha una pedina sul bar, deve far entrare quella pedina sul punto 4 del Rosso in quanto il punto 6 del Rosso (19 del Bianco) è bloccato.

Se nessun punto è aperto, il giocatore perde il suo turno. Se un giocatore può sfruttare solo parzialmente i numeri che ha ottenuto per il rientro, è obbligato a far rientrare più pedine possibili e deve rinunciare alle mosse rimanenti.
Dopo che l'ultima pedina è rientrata dal bar, il giocatore deve usare gli eventuali numeri non utilizzati dei dadi muovendo quella stessa pedina oppure una qualsiasi altra.

## Portare fuori le pedine
Una volta che un giocatore ha portato tutte le sue 15 pedine sulla propria casa, può iniziare a portarle fuori dalla tavola (bear off). Un giocatore porta fuori una pedina tirando un numero corrispondente al punto in cui si trova la pedina e rimuovendo tale pedina dalla tavola. Quindi, tirando un 6, il giocatore può portare fuori una pedina che si trova sulla punta sei.
Se non ci sono pedine su uno dei punti indicati dai dadi, il giocatore deve muovere in maniera legale una pedina che si trova su un punto corrispondente ad un numero più alto. Se non ci sono pedine neppure su un punto più alto, allora il giocatore deve rimuovere una pedina dal punto più alto che è ancora occupato da una qualche sua rimanente pedina. Il giocatore non è però obbligato a portare fuori una pedina nel caso ci siano altre mosse consentite.

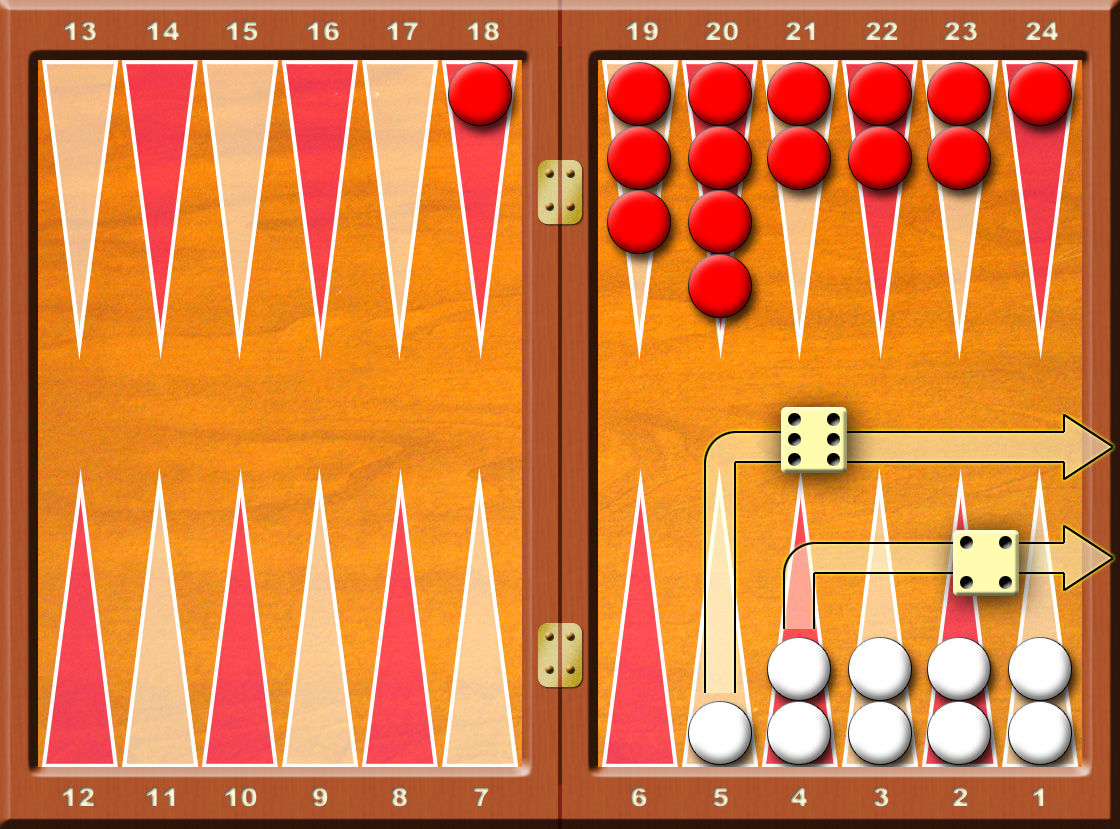
Il Bianco ottiene 6 e 4 dai dadi e porta fuori una pedina dal punto 5 ed un'altra dal punto 4.

Per far uscire una qualsiasi pedina, un giocatore deve avere tutte le sue pedine ancora in gioco sulla sua tavola interna. Se una pedina viene mangiata mentre è in corso il processo per portarle fuori, prima di riprendere tale processo, la pedina mangiata deve essere riportata sulla propria tavola interna. Il primo giocatore che porta fuori tutte e 15 le pedine ha vinto la partita.

## Il raddoppio
Il backgammon può essere giocato concordando una certa posta per ogni punto partita; si comincia con il punto partita pari ad 1. Durante il corso della partita, un giocatore che crede di avere un sufficiente vantaggio, può proporre il raddoppio (double) di questa posta. Può fare questa operazione solo all'inizio del suo turno e prima di tirare i dadi.
Un giocatore a cui è stato offerto un raddoppio può rifiutare, nel qual caso concede la partita all'avversario e perde quindi un punto. Altrimenti deve accettare il raddoppio e giocare per la posta in palio raddoppiata. Un giocatore che accetta il raddoppio diventa proprietario del cubo e solo lui potrà eventualmente proporre un ulteriore raddoppio (redouble).
Così se un giocatore rifiuta un nuovo raddoppio, egli concede all'avversario i punti che erano in palio prima del raddoppio che ha rifiutato. Se invece accetta, diventa il nuovo proprietario del cubo e la partita continua con una posta raddoppiata rispetto a quella precedente. Non esiste un limite per il numero di raddoppi in una partita (ma di solito, nelle sfide tra professionisti, non si supera il valore di 8, cioè tre raddoppi nella stessa partita).

## GammoneBackgammon
Se alla fine della partita il giocatore sconfitto ha portato fuori almeno una pedina, allora egli perde soltanto il valore indicato dal cubo (un punto nel caso non ci siano stati raddoppi); questa è la vittoria semplice. Se invece lo sconfitto non ha portato fuori alcuna pedina, allora ha subito un gammon e perde quindi il doppio del valore indicato dal cubo. Se, nel caso peggiore, lo sconfitto non ha portato fuori alcuna pedina ed ha ancora una o più pedine sul bar o sulla tavola interna del vincitore, allora ha subito backgammon e perde perciò il triplo del valore indicato dal cubo.

## Regole facoltative
Le seguenti regole facolative sono ampiamente utilizzate nelle partite a soldi.
1. Raddoppio automatico. Se al lancio di dadi iniziale (per decidere chi compie la prima mossa) si ottengono due numeri uguali, la posta iniziale viene raddoppiata. Il cubo del raddoppio viene ruotato a mostrare il numero 2 e rimane nel mezzo. Normalmente i giocatori si accordano sul numero massimo di raddoppi automatici per partita.
2. Beavers. Se ad un giocatore viene proposto il raddoppio, egli può proporre immediatamente un ulteriore raddoppio (beaver) continuando però a possedere il cubo. A questo punto, il giocatore che ha raddoppiato per primo deve scegliere se accettare oppure no, seguendo le regole standard del raddoppio.
3. La regola di Jacoby. Gammon e backgammon non valgono per raddoppiare o triplicare la posta se nessuno dei due giocatori raddoppia nel corso della partita (vengono cioè pagati solo una volta la posta in palio). Questa regola rende più veloce il gioco in quanto elimina le situazioni in cui un giocatore non raddoppia perché sta tentando di vincere un gammon.

## Irregolarità
1. I dadi devono essere lanciati contemporaneamente sulla parte destra della tavola (rispetto al giocatore che lancia) e giacere piani sulla tavola. Se entrambe le situazioni non sono verificate (un dado finisce fuori dal lato destro della tavola, o sopra una qualsiasi pedina o non è completamente appoggiato di piatto) il giocatore è obbligato a rilanciare entrambi i dadi.
2. Un turno è completo quando il giocatore raccoglie i propri dadi dalla tavola. Se ciò è stato fatto e le mosse giocate sono incomplete o illegali, l'avversario può scegliere se accettare la mossa o chiedere al giocatore di effettuare la mossa legale. La mossa dell'avversario viene implicitamente accettata quando si inizia il proprio turno lanciando i dadi oppure raddoppiando.
3. Se un giocatore tira i propri dadi prima che l'avversario abbia completato il proprio turno con la raccolta dei dadi, il lancio è valido ma il giocatore ancora di turno, può modificare la propria mossa in funzione del lancio anticipato del proprio avversario. Dopo aver sfruttato al meglio la mossa conoscendo in anticipo il tiro dell'avversario, il giocatore raccoglierà i dadi permettendo all'avversario di muovere la combinazione del lancio anticipato.

## Varianti
Se si ricorda la storia millenaria di questo gioco non può stupire il fatto che esista una moltitudine di altri giochi che condividono col backgammon l'uso della tavola a 24 punte.

Di seguito sono presentate due varianti strettamente connesse al moderno backgammon.

Per una panoramica più ampia si faccia però riferimento a quanto riportato nei collegamenti esterni.

### Lachouette
La chouette (da leggersi "sciu-ett") è un modo per giocare a backgammon in più di due giocatori. Rispetto alla classica partita uno contro uno, la chouette può offrire molti vantaggi quando ci si trovi all'interno di un club. È infatti molto divertente, socializzante ed avvincente. Inoltre, giocando una chouette, un giocatore può partecipare solo a qualche partita oppure prendersi una breve pausa quando lo desideri.
La seguente descrizione contiene le regole generali per le chouette. Vi sono però moltissime variazioni a queste regole, e i nuovi arrivati in un club dovrebbero prendersi del tempo per imparare le usanze locali prima di giocare.

#### Ordine di gioco
Per iniziare, ogni giocatore lancia un dado, e nel caso due o più dadi mostrino lo stesso numero, questi ultimi vengono rilanciati. Il giocatore che ha ottenuto il numero più alto diventa il box e gioca contro tutti gli altri, che costituiscono una squadra (team). Il giocatore che ha ottenuto il secondo numero più alto diventa il capitano della squadra. Il compito del capitano è quello di lanciare i dadi e di muovere le pedine per la propria squadra. Gli altri giocatori sono ordinati in base al il punteggio dei loro lanci.
Quando il box vince una partita, riscuote la vincita da ogni membro della squadra. A questo punto il capitano passa in fondo alla coda, ed il successivo membro della squadra diviene il nuovo capitano. Quando è la squadra a vincere, il box deve pagare il debito ad ogni membro e passare in fondo alla coda; il nuovo box diviene a questo punto colui che era il capitano.
I giocatori possono lasciare una chouette o rientrarci in qualunque momento. Ogni nuovo giocatore entra partendo dall'ultima posizione della coda.

#### Consultazioni
Le abitudini di gioco possono essere diverse: in alcune chouette, è consentito consultarsi liberamente sulle mosse da compiere. In altre è proibito. Un compromesso popolare permette le consultazioni solo dopo che il cubo è stato girato (cioè, qualcuno ha raddoppiato).

#### Giocare con un solo cubo
Una chouette può essere giocata sia con un singolo cubo che con più cubi. In una partita a singolo cubo, l'unica decisione che i componenti della squadra possono prendere singolarmente riguarda l'accettare o meno un raddoppio. Se il box raddoppia, ogni giocatore della squadra può decidere da solo se giocare o rifiutare. Quelli che rifiutano perdono la loro posta, che viene incassata dal box, ed escono dal gioco potendo rientrare solo alla partita successiva e perdono qualsiasi diritto di consultazione. I giocatori che hanno accettato prendono il posto degli uscenti secondo l'ordine stabilito in partenza. Se il capitano rifiuta un raddoppio, mentre qualche altro membro della squadra accetta, allora diviene nuovo capitano il componente della squadra, rimasto ancora in gioco, meglio piazzato nella coda ed il precedente capitano finisce in fondo alla coda.

#### Se un solo giocatore accetta un cubo
Esiste una regola comunemente accettata nelle chouette con cinque o più partecipanti: se tutti i membri della squadra tranne uno rifiutano il raddoppio del box, allora anche colui che avrebbe accettato deve rifiutare. Questa regola previene situazioni in cui la maggior parte dei giocatori non ha interesse nella continuazione della partita.
Un'altra regola popolare è quella per cui, quando un singolo giocatore accetta il raddoppio iniziale del box, è obbligato ad accettare un cubo extra posto a 2 (2-cube) da un qualsiasi membro della squadra che desideri pagargli un punto partita. Colui che ha ricevuto il cubo extra possiede ora più cubi che può utilizzare individualmente per lanciare un raddoppio e per i quali dovrà  pagare od incassare nel solito modo indicato dalle regole.

#### Giocare con più cubi
Moltissime chouette oggi utilizzano più cubi. Ogni giocatore possiede il proprio cubo del raddoppio. Il box può offrire il raddoppio ai singoli componenti della squadra e ciascuno di essi può decidere se e quando lanciare il raddoppio al box.
Con cubi multipli in gioco, diviene possibile per il box vincere contro alcuni giocatori e perdere contro altri. Sorge quindi il problema di quando un giocatore mantiene la propria posizione nel box. La regola comune che si utilizza in questo caso è che il giocatore continua a fare il box fin quando sconfigge il capitano, che nel caso contrario prende il suo posto.

#### Il compagno delbox
Nelle chouette con otto o più giocatori, spesso viene permesso al box di avere un compagno. La collaborazione con il box viene offerta a rotazione, partendo dal capitano e proseguendo a ritroso lungo al coda. Se nessuno offre la propria collaborazione, il compagno del box sarà  scelto a sorte tra tutti i componenti della squadra ad esclusione del capitano.

### IlMatch Play
Quando viene disputato un torneo di backgammon, lo stile della competizione per decidere il vincitore è tipicamente l'organizzazione di incontri (match play). I partecipanti sono accoppiati, ed ogni coppia gioca una serie di partite per decidere chi passerà al turno successivo del torneo. Questa serie di partite è chiamata appunto incontro (match).
Gli incontri vengono giocati su uno specificato numero di punti. Il primo giocatore che accumula il numero richiesto di punti, vince l'incontro. I punti sono assegnati come segue: un punto per la vittoria semplice, due per il gammon e tre per il backgammon. Il cubo del raddoppio viene utilizzato e quindi i giocatori vincono il valore del gioco moltiplicato per il valore del cubo (per esempio, se un giocatore vince un gammon con il cubo a 2, ottiene 4 punti).

#### La regola di Crawford e ilCrawford game
Gli incontri vengono normalmente giocati utilizzando la regola di Crawford. Tale regola stabilisce che se un giocatore raggiunge un punteggio per cui gli manca un solo punto per vincere l'incontro, nessuno dei due giocatori può raddoppiare nella partita immediatamente seguente. Questa partita senza raddoppio (cubeless) viene tipicamente chiamata Crawford game. Dopo di questa, se l'incontro non si è ancora concluso, il cubo del raddoppio torna ad essere utilizzabile.

#### Altre precisazioni
Non esiste nessun bonus se si fanno più punti di quanti richiesti per vincere l'incontro. Poiché l'unico scopo è solo vincere l'incontro, la portata della vittoria non ha importanza.
Raddoppi automatici, beavers e la regola di Jacoby non sono utilizzati durante gli incontri.

## Le domande più frequenti

### Movimento delle pedine

#### Cos'è un blocco?
Un blocco, o sbarramento (prime) è una sequenza di 6 punti consecutivi ognuno dei quali occupato da almeno due pedine di uno stesso colore (cioè da 6 "case" consecutive). Quando si riesce a costruire un blocco, nessuna pedina avversaria potrà  scavalcarlo fino a quando resta intatto. Infatti una pedina non può fermarsi su un punto bloccato e non può nemmeno muovere più di sei punti in un solo balzo.
Nel seguente esempio, il Rosso ha costruito un blocco ed intrappolato la pedina più lontana del Bianco rimasta sul ventiquattro.

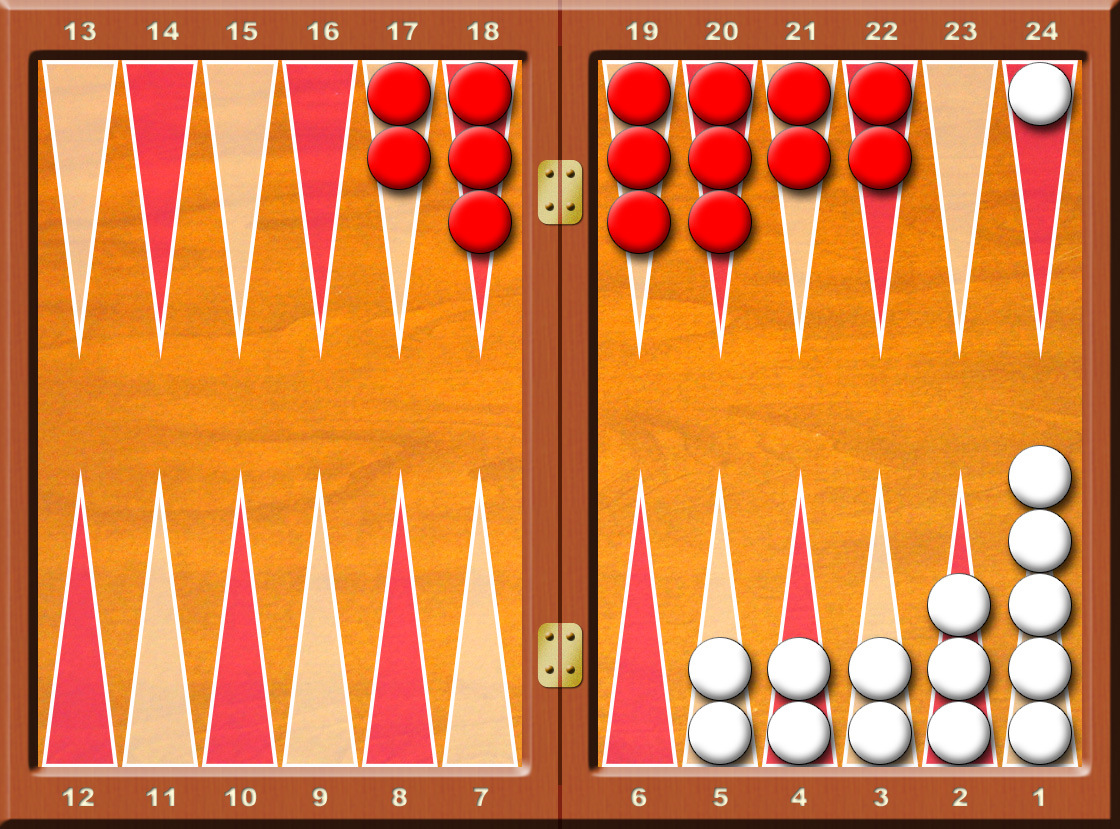
Il Rosso ha creato un blocco con una sequenza di 6 punte occupate da almeno due delle sue pedine (perciò 6 "case" consecutive).

#### Cosa significa "essere chiusi"?
Quando un giocatore ha costruito un blocco contenuto completamente sulla sua tavola interna ed ha mangiato una o più pedine scoperte del suo avversario, quest'ultimo "è chiuso" (closed out). Le sue pedine mangiate rimarranno sul bar, quindi non potrà muovere fino a quando il suo avversario non aprirà uno dei punti della propria tavola interna.

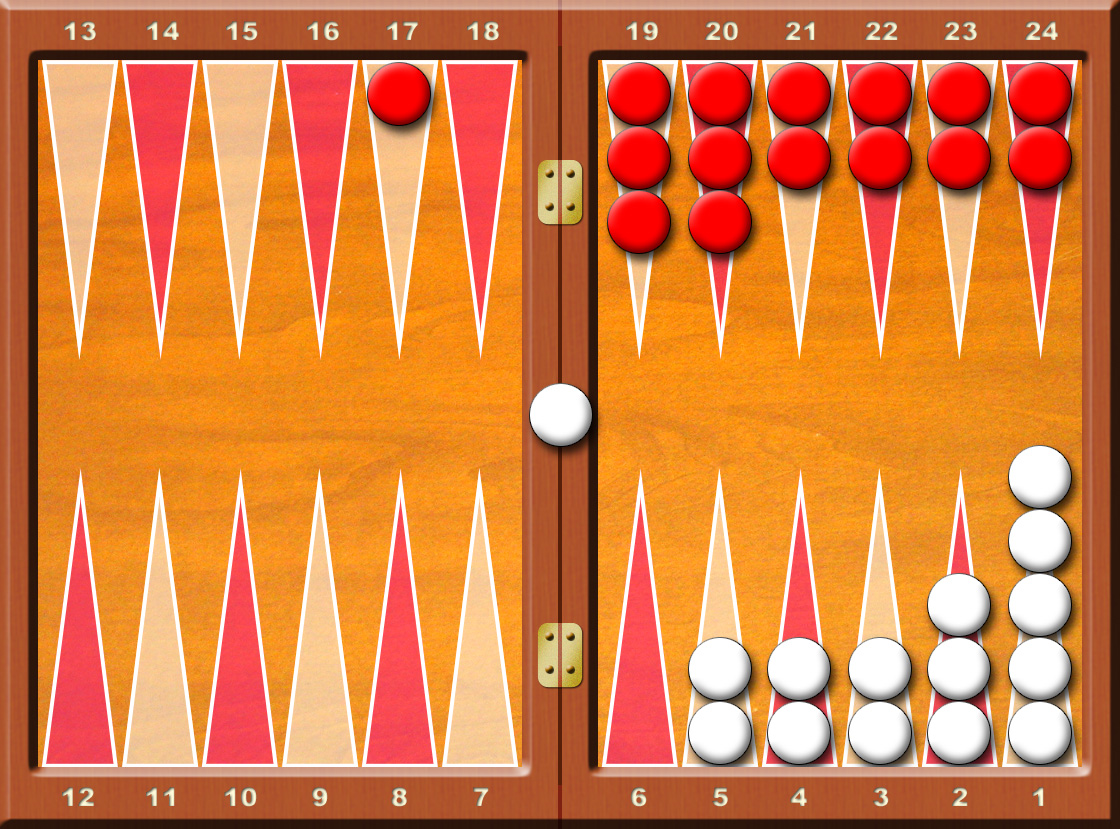
Un esempio di posizione in cui il Bianco è stato chiuso. Il Bianco ha una pedina sul bar e non ci sono punti aperti sulla tavola interna del Rosso.

#### Posso passare il turno se non mi piacciono i numeri che ho ottenuto con i dadi?
Se ci sono mosse legalmente consentite, è obbligatorio giocare i numeri ottenuti. Non esiste nel backgammon la possibilità  di passare il turno oppure di ritirare i dadi.

#### C'è un limite al numero di pedine che possono stare su un punto?
Non esiste un limite al numero di pedine che possono occupare un punto. Infatti, è possibile avere anche tutte e 15 le pedine su un unico punto (anche se è molto raro). Quando si hanno più di 5 pedine su un punto, di solito è una buona idea impilare qualche pedina sopra le altre.

### Mangiare e Rientrare

#### C'è un numero massimo di pedine che possono stare contemporaneamente sulbar?
Non c'è nessun limite. Anche se raramente, può succedere di vedere più di 6 pedine contemporaneamente sul bar.

#### Posso muovere altre pedine durante un turno in cui devo far rientrare una pedina dalbar?
Se non si hanno altre pedine sul bar, allora è obbligatorio utilizzare il numero del dado non sfruttato per muovere o la stessa pedina che è rientrata dal bar oppure una diversa. Se invece non è possibile far rientrare tutte le tue pedine dal bar, allora è obbligatorio farne rientrare il maggior numero possibile e rinunciare al resto dei numeri ottenuti dai dadi.

#### È possibile raggiungere una posizione di stallo nelbackgammon?
Con posizione di stallo si intende una posizione in cui nessuno dei due giocatori può più muovere. È possibile immaginare una situazione del genere se entrambi i giocatori hanno pedine nel bar e tavole interne chiuse. Nessun giocatore in questo caso può rientrare e quindi nessuno potrà più muovere ed il gioco sarebbe bloccato.
Ma una tale situazione non può essere raggiunta attraverso mosse consentite dal regolamento. Ecco il perché. Supponiamo una situazione con entrambe le tavole interne chiuse. Qualcuno tra i due avversari avrà chiuso la propria tavola interna per primo; supponiamo sia stato il Bianco:
- il Bianco non può chiudere la sua tavola interna se ha una pedina sul bar. Quindi il suo avversario, il Rosso, deve mangiargli una pedina solo dopo che il Bianco sia riuscito a chiudere la propria tavola interna.
- Il Rosso non può mangiare, mentre resta chiusa la tavola interna del Bianco, se possiede ancora una pedina sul bar. Quindi, dopo che lui avrà  mangiato una pedina al Bianco, quest'ultimo dovrà  mangiarne una al Rosso.
- Ma il Bianco non può mangiare una pedina del suo avversario finché ha una pedina sul bar e la tavola interna del Rosso è chiusa. Quindi il Rosso ha presumibilmente chiuso la sua tavola interna dopo che il Bianco gli ha mangiato una pedina.
- Ma se il Bianco mangiasse, il suo avversario si ritroverebbe una pedina nel bar con la tavola interna del Bianco chiusa e non sarebbe quindi in grado di chiudere la propria tavola interna.

Quindi una situazione di doppia chiusura non potrà mai essere raggiunta.

### Portare fuori le pedine

#### Sono obbligato a portare fuori una pedina anche se non voglio?
Le regole richiedono che vengano utilizzati entrambi i numeri ottenuti dai dadi (quattro se esce un doppio) se ciò è possibile. Se si possono giocare delle mosse che non coinvolgano l'uscita delle pedine, è lecito giocarle. Se invece l'unica mossa consentita è quella di portare fuori una pedina, allora tale mossa deve essere giocata.
Qui è rappresentato un esempio in cui è obbligatorio portare fuori le pedine. Il Bianco ha ottenuto 4 e 3. In questa posizione, è obbligato a portare fuori una pedina dal punto 3 ed un'altra dal punto 4 - è infatti l'unica mossa legale che consente al Bianco di sfruttare entrambi i numeri.

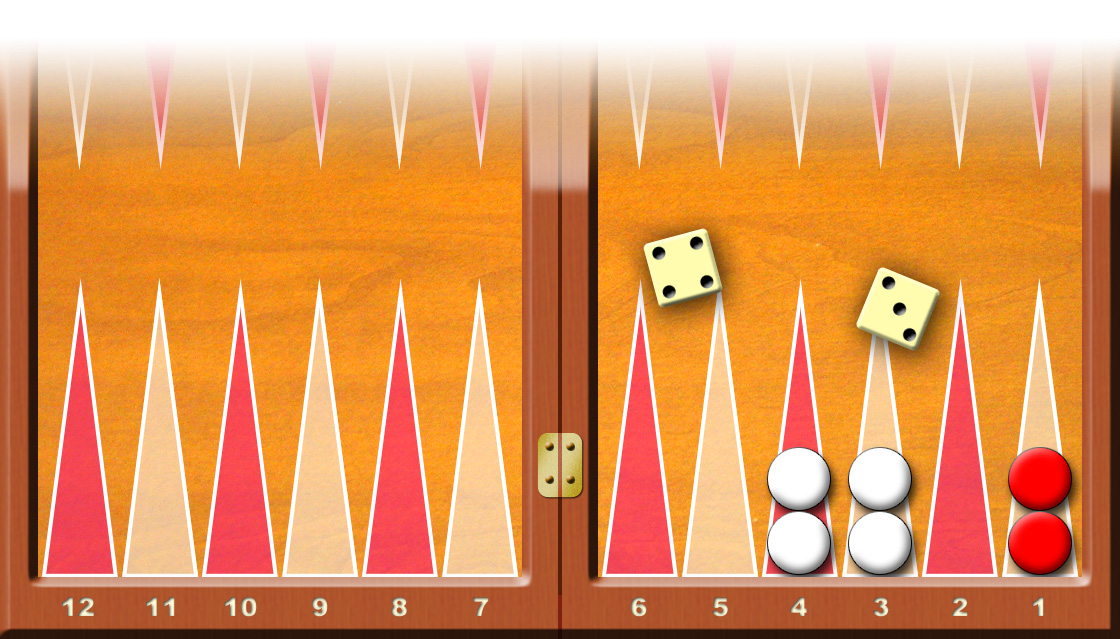
Il Bianco deve giocare 4 e 3. È obbligato a portare fuori due pedine.

Qui c'è un esempio in cui il Bianco può portare fuori una oppure due pedine. Se il bianco porta fuori due pedine, lascia una pedina scoperta. Ma ciò non è necessario. Il Bianco può utilizzare il 2 per muovere una pedina dal punto quattro al punto due e poi può usare il 4 per portare fuori una pedina dal punto due. Il risultato è di aver portato fuori una pedina senza lasciarne una scoperta.

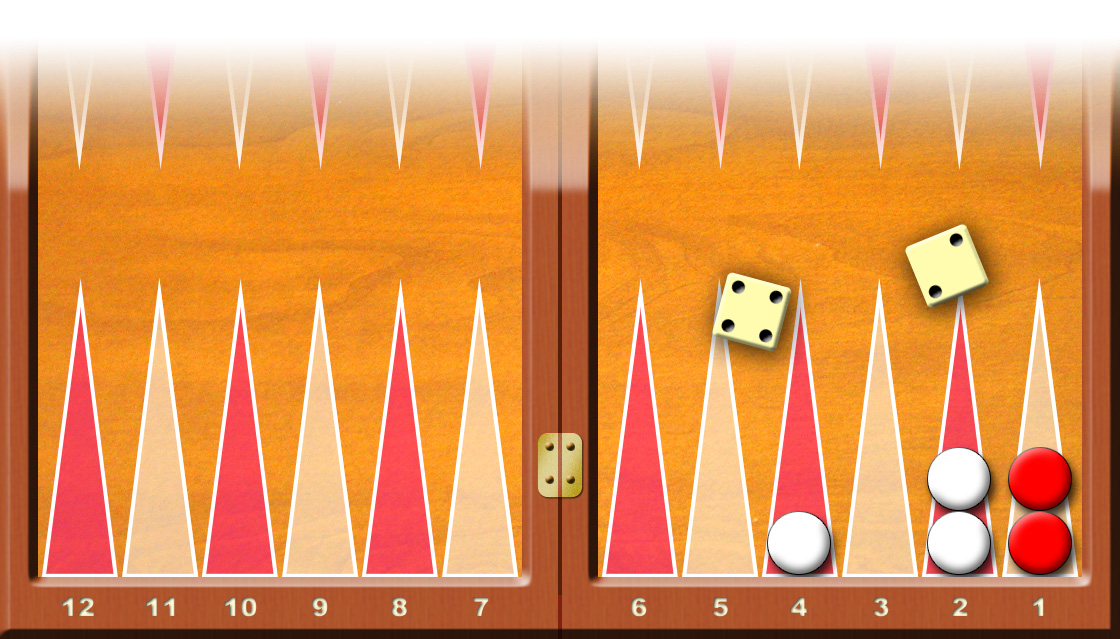
Il Bianco deve giocare 4 e 2. Non è obbligato a portare fuori due pedine.

#### Posso portare fuori una pedina da una punta il cui numero è minore di quelli ottenuti con i dadi?
L'unico caso in cui si può portare fuori una pedina da una punta più bassa è quando non ci sono altre pedine sulle punte più alte. Si può utilizzare un 5 per portare fuori una pedina dal punto tre solo se non hai altre pedine sul quattro, sul cinque e sul sei (e naturalmente non si hanno pedine fuori dalla casa).
Nella seguente posizione, il Bianco può (e deve) utilizzare il 6 per portare fuori una pedina dal punto cinque, ma non ha modo di giocare il 4. Non è consentito utilizzare il 4 per portare fuori una pedina dal punto tre in quanto vi sono ancora pedine bianche sul punto cinque. Ed il Bianco non può neppure muovere una pedina dal punto cinque in quanto la mossa è bloccata dalle due pedine del Rosso nel punto uno.

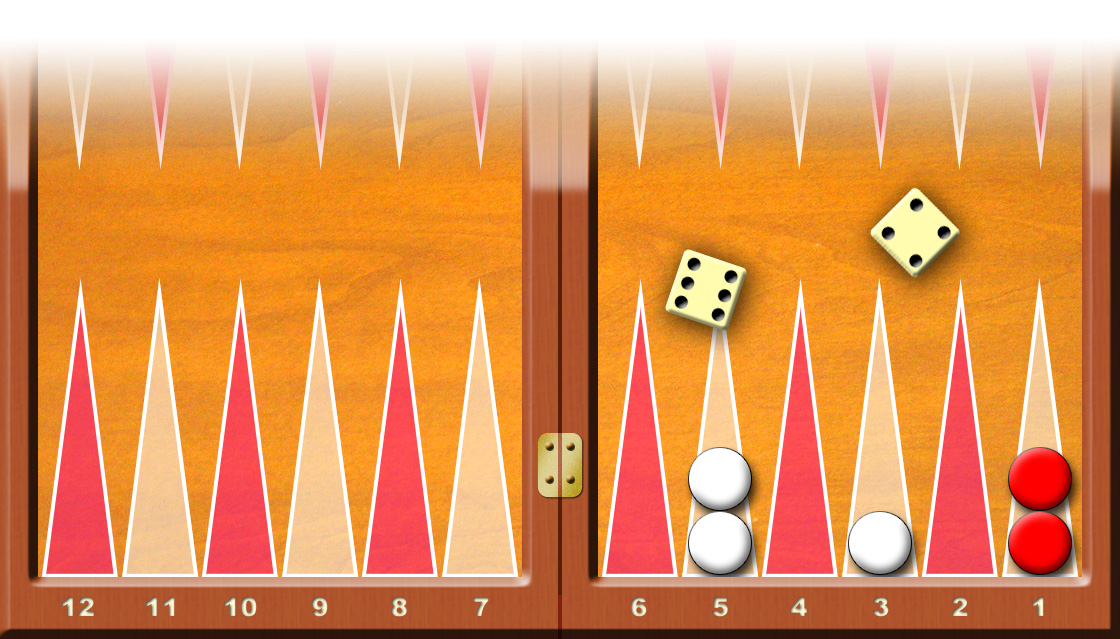
Il Bianco deve giocare 6 e 4. Ma può portare fuori solo una pedina.

Qui c'è un altro esempio. Questa volta al Bianco non è consentito portare fuori una pedina dal punto sei. Il motivo è che l'unico modo di utilizzare entrambi i numeri ottenuti con i dadi è di muovere dal sei al due (usando il 4) e poi portare fuori una pedina dal punto cinque (usando il 6).

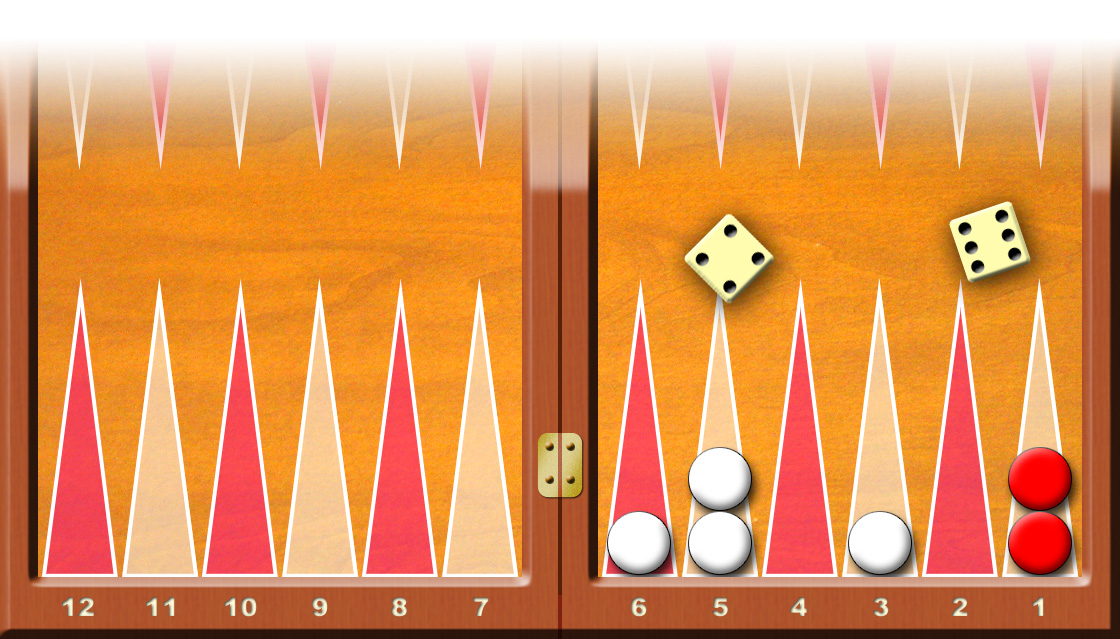
Il Bianco deve giocare 6 e 4. Ma non può far uscire una pedina direttamente dal punto 6.

### Il raddoppio

#### Posso raddoppiare anche se ho una pedina sulbar?
È consentito raddoppiare ogni volta che è il proprio turno e i dadi non sono stati ancora lanciati. È incluso anche il turno in cui i dadi non vengono lanciati in quanto si hanno pedine sul bar ed il proprio avversario ha la tavola interna chiusa.

#### C'è un limite al numero di volte che può essere offerto il raddoppio in una partita?
Non c'è limite. L'unica restrizione è che un giocatore non può raddoppiare due volte consecutivamente. Una volta offerto il raddoppio, infatti, il cubo passa in mano al giocatore che eventualmente lo ha accettato.

#### Cos'è unraccoon? Unotter?
Dopo l'inizio del gioco, se un giocatore (A) ritiene di avere un certo vantaggio nella partita in corso, può raddoppiare all'avversario (B). Se B accetta il raddoppio, il cubo vale ora 2. Questo è un raddoppio ordinario.
Esiste una regola facoltativa che dice che se B crede di essere il favorito accettando il raddoppio, può proporre di raddoppiare a 4 immediatamente senza rinunciare al possesso del cubo. Questa azione è chiamata beaver (castoro).
Alcune persone giocano con un'ulteriore regola che consente ad A, qualora A ritenga ancora di essere lui il favorito dopo il beaver di B, di girare immediatamente il cubo su 8. Questo è chiamato raccoon (procione).
Alcune persone giocano con un'ulteriore possibile "ri-raddoppio": se B crede di essere il favorito dopo il raccoon di A, può a sua volta raddoppiare a 16. Questo è chiamato otter (lontra) oppure con un nome di qualche altro animale simile.
Durante tutti questi raddoppi immediati (beaver, raccoon o otter), il cubo non cambia possessore. Solamente un raddoppio ordinario trasferisce tale possesso. Tutti questi particolari raddoppi dai nomi di animale devono essere fatti immediatamente dopo che il raddoppio iniziale è stato accettato e senza che sia intervenuto un lancio di dadi o lo spostamento di pedine.

### Domande sulMatch Play

#### Durante un incontro è consentito/morale raddoppiare al primo turno?
Supponiamo che io ed il mio avversario abbiamo appena finito il Crawford game. Sto inseguendo il mio avversario a cui serve solo un punto per vincere l'incontro. Faccio qualcosa di sbagliato se raddoppio al mio primo turno della prossima partita?
Raddoppiare alla prima possibilità quando si sta inseguendo l'avversario dopo il Crawford game è assolutamente accettabile. Infatti è una buona strategia perché se si perde la partita in ogni caso si perde anche l'incontro. Raddoppiare garantisce di conquistare almeno due punti nel caso si riesca a vincere la partita.
Non c'è ragione di sentirsi colpevoli di raddoppiare prima che si abbia un chiaro vantaggio sull'avversario. Non aver potuto raddoppiare durante il Crawford game è già di per sé un prezzo alto da pagare. Avendo finalmente ora la possibilità di raddoppiare, bisognerebbe farlo per avere il massimo vantaggio da questa azione.
Un certo numero di anni fa, in alcuni tornei veniva utilizzata una regola chiamata Holland rule. Tale regola dice che dopo il Crawford game, il giocatore in svantaggio non può raddoppiare prima del suo terzo turno. Questa regola è utilizzata molto raramente oggi.